# Gherardo III da Correggio

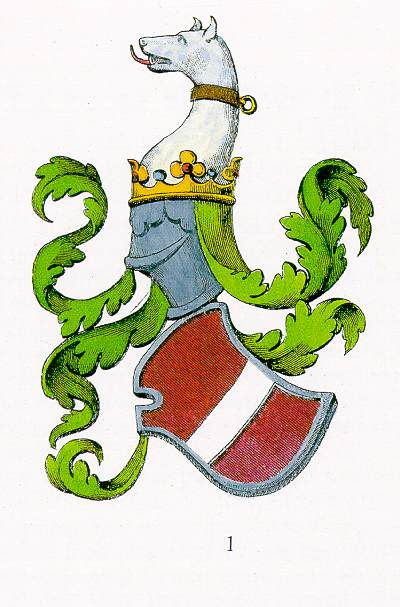
Antico stemma Da Correggio

Gherardo III da Correggio (... – post 1150) è stato un politico italiano, signore di Correggio e di Castelnuovo di Sotto.

## Biografia
Era forse figlio di Matteo I da Correggio. Nel 1141 acquistò il castello di Campagnola e nel 1143 dal comune di Reggio Corte Mantovana e Bosco dell'Argine. Nel 1150 acquisì il castello della Montanara nei pressi di Campegine.
I discendenti di Gherardo, rispettivamente nel 1264 e nel 1277, a causa di contestazioni circa i confini con i reggiani, furono costretti a cedere le precedenti proprietà in cambio dei castelli di Fosdondo, Camporotondo e il castello degli Orsi.

## Discendenza
Gherardo ebbe tre figli:
- Gherardo, podestà di Modena nel 1203
- Beatrice (?-post 1190), monaca
- Alberto (post 1150 – post 1174), signore di Correggio